# 賓州收費公路
賓州收費公路（英語：Pennsylvania Turnpike，當地人簡稱），是東西向貫穿賓夕法尼亞州的高速公路。主線由賓州與俄亥俄州州界向東至紐澤西州州界為止，全長359哩（578公里）。全線收費，是連接賓州三大城市：匹茲堡、哈里斯堡和費城最重要的道路。賓州收費公路主線在費城以西是76號州際公路東段的一部份（其中有一段與70號州際公路共構），費城以東則編為276號接上紐澤西收費高速公路，未來在賓州收費公路／95號州際公路交流道專案計畫完成後，95號州際公路以東的賓州收費公路會改編為95號。自此，95號州際公路將全線貫通，可由邁阿密直達緬因州的美加邊界。公路另外有東北延伸段，服務里海谷地和斯克蘭頓／威爾克斯-巴里地區，全長110.6英里（178.0），為476號州際公路的一部份。在賓州西部有數個聯絡道，一般也列入賓州收費公路的一部，這些聯絡道的長度合計為62英里（100）。